# James Keach
Pour les articles homonymes, voir Keach.
James Keach est un acteur, réalisateur, producteur et occasionnellement scénariste américain.

## Biographie
Fils de l'acteur Stacy Keach Sr. (en) et frère cadet de Stacy Keach, connu pour son rôle du détective privé Mike Hammer, James Keach est né à Savannah en Géorgie, aux États-Unis, le 7 décembre 1947.
Marié trois fois, sa dernière épouse est l'actrice Jane Seymour, dont il divorce en 2013. Ensemble ils ont des jumeaux, John et Kristopher, nés en 1995, qui ont pour parrain Johnny Cash pour l'un et Christopher Reeve pour l'autre. Avec Jane Seymour, James Keach a créé l'Open Heart Foundation, fondation philanthropique.
Sa deuxième épouse est l'actrice Mimi Maynard (en). Ils ont divorcé en 1993.

## Filmographie

### En tant qu'acteur
- 1971 : NET Playhouse (en) de Marc Daniels : Orville Wright (Série télévisée - The Wright Brothers)
- 1973 : Deadly Visitor (TV)
- 1973 : Wilbur and Orville: The First to Fly de Henning Schellerup : Orville Wright
- 1973 : Kung Fu créé par Ed Spielman : Abe Jones (Série télévisée - L'Assassin Saison 2, épisode 2)
- 1973 : Kojak créé par Abby Mann : Fred Strong (Série télévisée - Une fille à l'eau Saison 1, épisode 5)
- 1974 : God Bless Dr. Shagetz de Edward Collins, Larry Spiegel et Peter S. Traynor
- 1974 : L'Homme de fer (Ironside) créé par Collier Young : Walter Portman  (Série télévisée - The Taste of Ashes Saison 7, épisode 19)
- 1974 : The Rookies créé par Rita Lakin : Stoney Putnam (Série télévisée - Legacy of Death Saison 3, épisode 3)
- 1974 : L'aventure est au bout de la route (Movin' On) de Paul Stanley : Ron (Série télévisée - The Trick Is to Stay Alive Saison 1, épisode 5)
- 1974 : Cannon créé par Edward Hume : John Kabe (Série télévisée - L'Homme qui ne pouvait oublier Saison 4, épisode 10)
- 1975 : Miles to Go Before I Sleep de Fielder Cook : un homme dans le bar (TV)
- 1975 : The Hatfields and the McCoys de Clyde Ware : Jim McCoy (TV)
- 1975 : Le Justicier (The Manhunter) de Leslie H. Martinson : Reichart (Série télévisée - Man in a Cage Saison 1, épisode 17)
- 1975 : Sergent Anderson (Police Woman) créé par Robert E. Collins : Cliff Hummel (Série télévisée - Sur la piste blanche Saison 1, épisode 21)
- 1975 : Section 4 (S.W.A.T.) créé par Robert Hamner : Arlie Warren (Série télévisée - A Coven of Killers Saison 1, épisode 3)
- 1975 : The Noah de Daniel Bourla
- 1975 : Slashed Dreams de James Polakof : Levon
- 1975 : Switch créé par Glen A. Larson (Série télévisée - The Body at the Bottom Saison 1, épisode 8)
- 1975 : Starsky et Hutch (Starsky and Hutch) créé par William Blinn : James March Wrightwood (Série télévisée - Folie furieuse Saison 1, épisode 11)
- 1976 : Cannon créé par Edward Hume : Frère de Jo Anne (Série télévisée - Au loup ! Saison 5, épisode 20)
- 1976 : Joe Forrester créé par Reza Badiyi et Alvin Ganzer : (Série télévisée - The Boy Next Door Saison 1, épisode 23)
- 1976 : Cannonball! de Paul Bartel : Wolf Messer
- 1976 : Death Play de Arthur Storch : Steve
- 1976 : Six Characters in Search of an Author de Stacy Keach : le fils (TV)
- 1976 : Sur la piste des Cheyennes (The Quest) créé par Bernard McEveety : Blue (Série télévisée - Day of Outrage Saison 1, épisode 5)
- 1977 : The Blue Hotel de Ján Kadár : Johnnie (TV)
- 1977 : Les Têtes brûlées (Baa Baa Black Sheep) créé par Stephen J. Cannell (Série télévisée - Le Massacre de Fort Apache Saison 1, épisode 19)
- 1977 : Kill Me If You Can de Buzz Kulik : Officier (TV)
- 1977 : Starsky et Hutch (Starsky and Hutch) créé par William Blinn : Ed Chambers (Série télévisée - Le Grand Amour Saison 3, épisode 4)
- 1977 : The Tony Randall Show créé par Gary David Goldberg et Michael Zinberg : Bastian (Série télévisée - Bobby vs. Michael Saison 2, épisode 10)
- 1978 : Nowhere to Run de Richard Lang : McEnerney (TV)
- 1978 : Modulation de fréquence (FM) de John A. Alonzo : Lieutenant Reach
- 1978 : Lacy and the Mississippi Queen de Robert Butler : Parker (TV)
- 1978 : Le Souffle de la tempête (Comes a Horseman) d'Alan J. Pakula : Emil Kroegh
- 1979 : Quincy (Quincy M.E.) créé par David Alexander et Corey Allen : Gary Harlan (Série télévisée - A Small Circle of Friends Saison 4, épisode 12)
- 1979 : Hurricane de Jan Troell : Sergent Strang
- 1979 : Like Normal People d'Harvey Hart : Robert Meyers Jr. (TV)
- 1979 : Smokey and the Hotwire Gang d'Anthony Cardoza : Joshua
- 1980 : The Great Cash Giveaway Getaway de Michael O'Herlihy : Bondo (TV)
- 1980 : Le Gang des frères James (The Long Riders) de Walter Hill : Jesse James
- 1981 : Le Justicier solitaire (The Legend of the Lone Ranger) de William A. Fraker : Le cavalier solitaire / John Reid
- 1981 : Big Bend Country de Ralph Senensky : Ian McGregor (TV)
- 1982 : Thou Shalt Not Kill de I.C. Rapoport : Jeff Tompkins (TV)
- 1982 : Madhouse (Till Death Do Us Part) de Timothy Bond : Robert Craig (TV)
- 1983 : Magnum (Magnum, P.I.) créé par Donald P. Bellisario et Glen A. Larson : un tueur (Série télévisée - Vrai ou faux ? Saison 3, épisode 21)
- 1983 : Wishman de James Frawley : Galen Reed (TV - Pilote de série non créée)
- 1983 : Bonjour les vacances (Vacation) de Harold Ramis : motard de police
- 1984 : Love Letters d'Amy Holden Jones : Oliver Andrews
- 1984 : Le Fil du rasoir (The Razor's Edge) de John Byrum : Gray Maturin
- 1985 : Les Zéros de conduite Moving Violations de Neal Israel : Député Halik
- 1985 : Stand Alone d'Alan Beattie : Détective Isgrow
- 1986 : Femme de choc (Wildcatsde) de Michael Ritchie : Frank Needham
- 1987 : Evil Town de Edward Collins, Larry Spiegel et Peter S. Traynor
- 1987 : L'Homme qui brisa ses chaînes (The Man Who Broke 1,000 Chains) de Daniel Mann : Père Vincent Godfrey Burns (TV)
- 1988 : Le Prix d'une princesse (Options) de Camilo Vila : Ed Sloan
- 1989 : Les Experts (The Experts) de Dave Thomas : Yuri
- 1990 : Haute corruption (Good Cops, Bad Cops) de Paul Wendkos : Frank Moran (TV)
- 1991 : Meurtre dans les hautes sphères (Murder in High Places) de John Byrum : Levering (TV)
- 1992 : The Dance Goes On de Paul Almond
- 1997 : Docteur Quinn, femme médecin (Dr. Quinn, Medicine Woman) créé par Beth Sullivan : Brent Currier (Série télévisée - Les Otages Saison 5, épisode 20)
- 1998 : Les Naufragés du Pacifique (The New Swiss Family Robinson) de Stewart Raffill : Jack Robinson
- 2000 : Enslavement: The True Story of Fanny Kemble de James Keach : Dr. Huston (TV)
- 2005 : Walk the Line de James Mangold : Warden

### En tant que réalisateur
- 1989 : The Forgotten (TV)
- 1989 : L'Équipée du Poney Express (The Young Riders - série télévisée - Plusieurs épisodes)
- 1990 : False Identity
- 1992 : Covington Cross (série télévisée)
- 1992 : Sunstroke (TV)
- 1993 : Docteur Quinn, femme médecin (Dr. Quinn, Medicine Woman - série télévisée - Plusieurs épisodes)
- 1993 : Femme fatale (en) (Praying Mantis) (TV)
- 1994 : La Justice au cœur (A Passion for Justice: The Hazel Brannon Smith Story - TV)
- 1995 : Les Aventuriers de l'or noir (The Stars Fell on Henrietta)
- 1997 : Un candidat idéal (The Absolute Truth - TV)
- 1998 : Un mariage de convenance (A Marriage of Convenience - TV)
- 1999 : Dr. Quinn Medicine Woman: The Movie (TV)
- 2000 : Reflet mortel (Murder in the Mirror - TV)
- 2000 : Enslavement: The True Story of Fanny Kemble (TV)
- 2001 : Camouflage
- 2001 : Seuls dans le noir (Blackout - TV)
- 2001 : L'Odyssée du Squalus (Submerged - TV)
- 2002 : Disease of the Wind
- 2002 : Mamans en grève (Mom's on Strike - TV)
- 2004 : JAG (série télévisée - Pierres de sang Saison 9, épisode 12)
- 2004 : Washington Police (The District - série télévisée - Ten Thirty-Three Saison 4, épisode 20)
- 2006 : Blind Dating
- 2014 : Glen Campbell: I'll Be Me (en)

### En tant que producteur
- 1980 : Le Gang des frères James (The Long Riders) de Walter Hill (Prod dél)
- 1986 : A Winner Never Quits de Mel Damski (TV)
- 1986 : Armé et dangereux (Armed and Dangerous) de Mark L. Lester
- 1989 : Les Experts (The Experts) de Dave Thomas

- 1989 : [[The Forgotten (téléfilm)|The Forgotten]] de James Keach (TV)
- 1990 : False Identity de James Keach (Producteur associé)
- 1993 : Praying Mantis de James Keach (TV - Prod dél)
- 1994 : La Justice au cœur (A Passion for Justice: The Hazel Brannon Smith Story) de James Keach (TV - Prod dél)
- 1997 : Un candidat idéal (The Absolute Truth) de James Keach (TV)
- 1998 : Un mariage de convenance (A Marriage of Convenience) de James Keach (TV - Prod dél)
- 1999 : Le Tourbillon des souvenirs (A Memory in My Heart) d'Harry Winer (TV - Prod dél)
- 1999 : Dr. Quinn Medicine Woman: The Movie de James Keach (TV - Prod dél)
- 2000 : Reflet mortel (Murder in the Mirror)  de James Keach (TV - Prod dél)
- 2000 : Enslavement: The True Story of Fanny Kemble de James Keach (TV)
- 2001 : Seuls dans le noir (Blackout) de James Keach (TV - Prod dél)
- 2005 : Walk the Line de James Mangold
- 2006 : Blind Dating de James Keach (Prod dél)

### En tant que scénariste
- 1975 : Slashed Dreams de James Polakof
- 1980 : Le Gang des frères James (The Long Riders) de Walter Hill
- 1986 : Armé et dangereux (Armed and Dangerous) de Mark L. Lester
- 1989 : [[The Forgotten (téléfilm)|The Forgotten]] de James Keach (TV)

## Distinction

### Nomination
- 2006 : nommé aux PGA Awards pour Walk the Line